# Grand Popo
Grand Popo – miasto w Beninie, w departamencie Mono. Położone jest nad Zatoką Gwinejską, przy granicy z Togo, około 100 km na zachód od stolicy kraju, Porto-Novo. W 2013 roku liczyło 11 615 mieszkańców.